# ميخائيل فون ألبرشت
ميخائيل فون ألبرشت (بالألمانية: Michael von Albrecht)‏ هو باحث في تاريخ العصور الكلاسيكية ومترجم وكاتب ألماني، ولد في 22 أغسطس 1933 في شتوتغارت في ألمانيا.

## وصلات خارجية
- مايكل فون ألبرشت على موقع ميوزك برينز (الإنجليزية)